# 大っきらい でもありがと
「大っきらい でもありがと」は、青山テルマの5作目のシングル。2008年12月10日発売。

## 解説
- 4thシングル「守りたいもの」から1か月たらずでリリースされた。
- DREAMS COME TRUEからの提供曲。作詞は吉田美和、作曲は吉田美和と中村正人の共作となっている。後にDREAMS COME TRUEは2009年発売のアルバム「DO YOU DREAMS COME TRUE?」でセルフカバーしている。
- フジテレビ系『恋愛観察バラエティー あいのり』10代目主題歌。今作は同番組の主題歌の中で初めてかつ唯一、オリコンチャートでTOP10入りを逃したシングルである。なお、『あいのり』は2009年3月で終了したため、最後の主題歌となった。
- 「You're My Only Shinin' Star」は中山美穂のYou're My Only Shinin' Starのカバー曲。テレビ東京系ドラマ『Cafe吉祥寺で』の主題歌。

## 収録曲
1. 大っきらい でもありがと
  - 作詞：吉田美和／作曲：吉田美和・中村正人／編曲：Daisuke Kadowaki・Hitoshi Harukawa
  - フジテレビ系バラエティ『恋愛観察バラエティー あいのり』の主題歌。
2. You're My Only Shinin' Star
  - 作詞：角松敏生／作曲：角松敏生／編曲：REO
  - テレビ東京系ドラマ『Cafe吉祥寺で』の主題歌。
3. Walk
  - 作詞：青山テルマ／作曲：3rd Productions／編曲：DJ TAKI-SHIT

| あいのり主題歌 2008年10月13日 - 2009年3月23日 |                                        |         |
| 前作: 遊吟 『Fate』                           | 青山テルマ 『大っきらい でもありがと』 | 次作: - |